# Vincent Jarry
Pour les articles homonymes, voir Jarry.
Vincent Jarry, né à Sceaux le 17 juillet 1942 et mort le 3 mars 2015, est un poète, comédien et écrivain français

## Biographie
Dans les années 1970, Vincent Jarry participe à « La Bande en l'Air », avec Aguigui Mouna, Sarclo, Jean-Claude Talton, et Annick Mazzini, en déclamant ses propres poèmes.
Il crée en 1987 l'association Poèmes en gros et demi-gros, avec laquelle il organise de nombreux spectacles et scènes ouvertes de poésie dans des bars et salles de théâtre (le Petit Centre, le Berry Zèbre, le Lucernaire...). 
Il est le fondateur de la revue « Rue des poètes » (73 numéros) et également auteur d'un feuilleton radiophonique « De belles rencontres entre la princesse Panthère douce et l'Aède le gland » (109 épisodes diffusés sur Radio Libertaire, Paris).
En 1994, alors que le Berry Zèbre est menacé de fermeture, il est le premier président de l'association de défense du Berry-zèbre, qui l'occupe et tente de négocier sa survie.
Par le biais de l'association Poèmes en Gros et demi Gros, il publie les œuvres de nombreux poètes, entre autres Armand Olivennes, René Gouzenne, Denis Lavant. 
Certains le considèrent comme un précurseur du slam en France, même s'il a toujours refusé d'intégrer aux spectacles qu'il organisait la dimension compétitive du slam, lui préférant une approche plus conviviale.

## Œuvres

### Poèmes
- Papom Papapom Papom (1974)
- Ballades d'ici et de là (1989)
- La fête du Mort, suivi de Barderie Brave (1996)
- Effriteries (1997)
- Fredee 96 (1999)
- Efigranil (2000)

### Contes
- Les Contes du King Henry (1975)
- L'enfant Elephant (1981 - dessins de Jan Richard)

### Livret d'opéra
- Miserere Nobis (1992 - avec Pierre Cruchet - Musique de François Fayt)

## Éditeur

### Poèmes
- Les mots simples (Jean-Jacques Chollet)
- Lucile à Belleville (Marie Ordinis)
- Irréalités (Isabelle Gourlet)
- Forêts (Alexandra Duflot)